# Bahri
Cet article possède des paronymes, voir Bari et Barry.
Pour les articles homonymes, voir Bahri (homonymie).
Khartoum Nord, ou Bahri (en arabe : بحري, signifiant maritime) est la troisième plus grande ville du Soudan, après ses voisines Omdurman et Khartoum, elles aussi situées à la confluence du Nil bleu et du Nil blanc.

## Histoire
Bahri est largement touchée par les combats pendant la bataille de Khartoum qui commence en 2023 et oppose l'armée régulière aux Forces de soutien rapide,,.
L'actrice Asia Abdelmajid (en), très connue au Soudan, est tuée à Bahri en mai 2023.
Une importante base militaire, la base d'Hattab, est située sur le territoire de la ville. La ville abrite aussi la plus importante raffinerie de pétrole du pays, la raffinerie Al-Djili (en), qui est bombardée à plusieurs reprises durant la bataille. Le marché central de Bahri est aussi touché par les combats.

## Administration

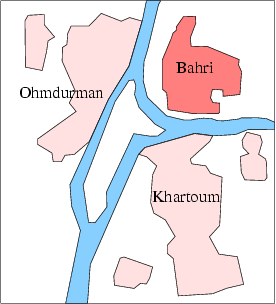
Région de Khartoum

La ville abrite la prison de Kobar.